# 오스페달레토달피놀로
오스페달레토달피놀로(이탈리아어: Ospedaletto d'Alpinolo)는 이탈리아 캄파니아주 아벨리노도의 코무네다.